# 9396 Yamaneakisato
9396 Yamaneakisato è un asteroide della fascia principale. Scoperto nel 1994, presenta un'orbita caratterizzata da un semiasse maggiore pari a 3,0900540 UA e da un'eccentricità di 0,1699433, inclinata di 1,90261° rispetto all'eclittica.
L'asteroide è dedicato all'astrofilo giapponese Akisato Yamane.